# Девід Брюс (мікробіолог)
Де́від Брюс (англ. David Bruce; 29 травня 1855, Мельбурн — 27 листопада 1931, Лондон) — сер, член Лондонського королівського товариства, шотландський військовий лікар-хірург, генерал-майор медичної служби, патологоанатом, мікробіолог, епідеміолог, інфекціоніст, який провів ґрунтовні дослідження бруцельозу, відкрив збудника козячого бруцельозу — Brucella melitensis, та дослідив сонну хворобу, відкрив її збудника — Trypanosoma brucei.

## Біографія

### Ранні роки
Він народився у Мельбурні,  (Австралія) у родині шотландців Девіда Брюса та його дружини Джейн Рассел Гамільтон, які емігрували до цієї країни під час золотої лихоманки у 1850 році. Батько встановив дробильну установку в золоторудному штаті Вікторія. Але зиску це не дало, і Девід повернувся з родиною до Шотландії у віці п'яти років.

### Освіта
У школі він захоплювався орнітологією та мріяв стати зоологом, запланував собі університетський курс із зоології. Він здобув освіту у середній школі Стерлінга, закінчивши її у 14-річному віці. У 1869 році у Манчестері почав працювати на оптовому складі. Проте, він був пристрасним спортсменом, високим і потужним, мав серйозні спортивні здобутки та виграші, прагнув стати професійним спортсменом.Однак захворювання на тяжку пневмонію змусило його відмовитися від активного спорту, по-новому оцінити свою кар'єру. У 1876 році він почав здобувати вищу освіту, поступивши до Единбурзького університету. Після того, як Брюс відмінно закінчив перший курс природничих наук в Единбурзі, один лікар переконав його вивчати медицину.Саме тоді Девід почав вивчати медицину на відповідному факультеті, який він закінчив у 1881 році зі ступенем «бакалавра медицини» (англ. Bachelor of Medicine (BM) та «майстра хірургії» (англ. Master of Surgery (CM).

### Початок лікарської діяльності
Після короткого періоду загальної практики лікарем-хірургом у Рейгейті в 1881—1883 роках, де він познайомився та 1883 року одружився з Мері Елізабет Стіл, яка була на 6 років старша від нього і мала закінчену вищу медичну освіту, Брюс поступив на військово-медичну службу, на якій був протягом 1883—1919 років. 1883 року він вступив до Військово-медичної школи в Нетлі, вчився вдало, перебуваючи стабільно у перших рядках списків успішності. Вже в серпні його випустили як військового лікаря у званні капітана-хірурга.

### На Мальті
У 1884 році його разом з дружиною відрядили на Мальту, до військового шпиталю у Ла Валетті, де не було свого науково-дослідного центру. Вражений відомими на той час бактеріологічними дослідженнями, зокрема, Роберта Коха, він вирішив дослідити так звану «мальтійську гарячку», причина якої не була відома, а вона спричиняла високий рівень захворюваності британських вояків, щорічно забираючи до 120 тисяч днів захворюваності в них. Брюс за свої кошти купив оптичний мікроскоп і створив лабораторію для методичного вивчення питання про загадкову хворобу. Його дослідження показали, що хвороба відбувалась у різних районах 3-х островів. Щільність населення була однією з найвищих в світі, більшість сімей скупчилися в крихітних будинках. Брюс тривалий час марно шукав відомого на той час збудника черевного тифу, а замість цього знайшов у 1886 році в селезінці померлого від хвороби у великій кількості невідому бактерію — грамнегативного мікрокока. Брюс виростив його в чистій культурі на пептонному бульйоні, а в подальшому виділив збудника з нирок та печінки померлих вояків. Брюс заразив декількох мавп чистою культурою збудника і після характерного інкубаційного періоду вони захворіли та частина померла. З їх органів Брюс також отримав чисту культуру збудника, підтвердивши, таким чином, постулати Коха для цієї хвороби, що дало змогу повністю підтвердити роль цієї бактерії у виникненні «мальтійської гарячки». Девід Брюс послав доповідь про свої дослідження до Інституту Пастера в Парижі. Пізніше Брюс запропонував назву Micrococcus melitensis для цієї бактерії.Так він виявив збудника козячого бруцельозу, подальшому бактерії дали назву Brucella melitensis.В подальшому комісія по дослідженню цієї хвороби виявила, що фактором передачі було козяче молоко. Як тільки молоко виключили з раціону харчування, і захворювання перестало спричинювати масове ураження. Багато назв цієї хвороби замінили на одну — «бруцельоз».

### Повернення до Великої Британії
У 1889 році Брюс повернувся до Англії, де його призначили доцентом кафедри патології у Королівській Військово-медичній школі в Нетлі, в якій він свого часу вчився. Там він впровадив у навчально-науковий процес передові бактеріологічні технології Пастера, Коха, Лістера. Брюс також проводив дослідження з впровадження вакцинації, зокрема, при черевному тифі.

### В Африці
У 1894 році Брюса відрядили до Наталю на прохання губернатора, сер Уолтера Хатчісона, який був колишнім віце-губернатором Мальти і знав Брюса по його роботі на цьому острові. Хатчінсон попросив його дослідити епізоотію нагани, яка уражала у великій кількості худобу на півночі Зулуленду. Брюс прибув до Убомбо, де вони жили протягом двох місяців у простій хатині, використовуючи веранду як лабораторію. Брюс та його помічник були єдиними білими людьми там. Вони були оточені зулусами, які з готовністю брали участь в їхньому дослідженні. Брюс досконало вивчив клінічні ознаки нагани, що свідчило про його талант лікаря-клініциста:
"У коня спочатку з'являються водянисті виділення з очей і носа. Незабаром після утворення невеликого набряку живота і слизових оболонок тварина раптово падає. Задні кінцівки також мають тенденцію ставати роздутими, і ці різні здуття мають тенденцію то зменшуватися в об'ємі, то збільшуватися. За цей час тварина стає все більш і більш виснаженою, в неї з'являється тьмяність забарвлення шкіри, вона опускає голову, її шкіра тоншає, слизові оболонки, очі і ясна стають блідими, і, можливо, невелике помутніння рогівки відбувається у тяжких стадіях. Кінь справляє жалюгідне враження. Він просто лякало, покритий грубою шерстю, яка деінде випадає. Він може стати сліпим. Врешті-решт він падає на землю і вмирає від виснаження. Під час своєї хвороби він не демонструє ніяких ознак болю, і аж до останніх днів має гарний апетит.
Бактеріологічні обстеження постраждалих волів виявилося негативними, але інтенсивне мікроскопічне дослідження зразків крові дали можливість знайти рухливого, вібрувального кров'яного паразита, якого Брюс пізніше визнав таким, що належить до трипаносом. Зв'язок цього паразита з наганою він продемонстрував шляхом інокуляції крові від інфікованих до здорових коней та собак — здорові від цього швидко захворіли, і в їхній крові також знайшли цього паразита. Природний шлях передачі захворювання було виявлено, як це в подальшому пояснив Брюс в його Круніанській лекції 1915 року, коли волів і кілька собак залишили в низині, яка належала до так званого «географічного поясу цеце» на два тижні, внаслідок чого вони також були заражені цими паразитами, що їх виявили в їхній крові. Тоді він переконався, що нагана є ідентичною до «хвороби мухи цеце», яку описав Давід Лівінгстон в 1858 році, і що ця муха передає цю хворобу. Брюс доказав, що організм в крові був переданий від антилоп до великої рогатої худоби мухою цеце, Glossina morsitans.
У 1899 році Девіда Брюса обрали членом Лондонського королівського товариства (англ. Fellow of the Royal Society (FRS).

### Робота під час англо-бурської війни
Наступним завданням для Брюса було вивчення спалаху черевного тифу серед британських військ у Південній Африці під час англо-бурської війни (12 жовтня 1899 року — 31 травня 1902 року). Його дружина Мері була разом з ним, і вони обидва зіграли важливу роль в організації медичної допомоги при облозі Ладісмит, де Брюс керував лікарню і виконував успішні хірургічні втручання. Облога Ладісміт тривала до 1 березня 1900 року, 180 днів. Серед британських солдат було 563 померлих, 393 внаслідок черевного тифу. Брюси повернулися додому в жовтні 1901 року. Мері Брюс нагородили медаллю Королівського товариства Червоного Хреста (англ. Royal Red Cross) за самовіддану роботу з пораненими, зокрема, операційною сестрою в операційному залі, де оперував її чоловік Девід. Полковника Брюса підвищили в чині та нагородили Королівською медаллю Південної Африки у бойовому класі «За оборону Ладісміт» (англ. DEFENCE OF LADYSMITH). Він зробив доповідь про дизентерію на засіданні Королівського товариства і парламенту в 1901 році.

### Знову в Уганді
1903 року Брюса обрали, щоб він очолив Комісію Королівського товариства з метою вивчення сонної хвороби в Уганді. Він прибув в Ентеббе 12 березня того ж року. Спалах цієї загадкової хвороби стався в Уганді у 1900 році серед місцевих робітників і вважали, що так чи інакше він пов'язаний з мухою цеце. Сонна хвороба є смертельною хворобою, яка була широко поширена в Африці. Жертви можуть бути будь-якої раси або кольору шкіри, страждають від тривалої виснажливої гарячки і через кілька місяців стають збентежені, досягають ступору, а потім у комі помирають, наче засинають. Попередня комісія, яку запропонував послати відомий шотландський паразитолог Патрік Менсон, у 1902 році успіху не достигла. Брюс прибув з доктором Девідом Набарро Нуньєс і сержантом-техніком, зустрівся з представником першої комісії, молодим італійським лікарем, бактеріологом Альдо Кастеллані (1878—1971 роки). Він продемонстрував Брюсу знайдених ним паразитів (трипаносом) в декількох зразках спинномозковій рідині і крові хворих на сонну хворобу. Таким чином, він не підтвердив припущення Менсона про філярійну етіологію сонної хвороби. Кастеллані виділив також стрептококи з крові певної частки цих хворих, тому не вважав виявлених ним паразитів причинним фактором сонної хвороби. Також через молодий вік Кастеллані був підданий недовірі від членів попередньої комісії, тому він покинув Уганду, попередньо навчивши Брюса техніці проведення люмбальної пункції та подальшого мікроскопічного її дослідження. Брюс одразу зрозумів важливість результатів досліджень Кастеллані та швидко прийнявся за роботу. Комісія виявила зрештою, що у всіх досліджених хворих на сонну хворобу однакові паразити є як в крові, так і спинномозковій рідині, але в контрольній групі (особи, що хворіли на інші хвороби) таких змін не було. Брюс ввів спинномозкову рідину та кров, що містила паразитів, мавпам, і в деяких, яким вводили кров, отримав розвиток симптомів та морфологічних змін, притаманних сонній хворобі. У них також виявили схожих паразитів у крові та лікворі.
Добровільні помічники комісії, серед яких навіть були місцеві священики, наловили тисячі мух цеце, які були піддані ретельним дослідженням. Всередині їх були знайдені такі ж, як в хворих людей, паразити, були вивчені усі їх форми існування. Мух годували на тваринах та людях, що хворіли на сонну хворобу, а потім успішно заражали здорових тварин, годуючи на них заражених паразитами мух.
Таким чином у 1903 році Брюс ідентифікував збудника сонної хвороби та нагани — найпростіших з роду трипаносом та визначив муху цеце епідеміологічним вектором, переносником сонної хвороби.

Брюс поїхав з Африки 28 серпня 1903 року, щоб продовжити свою роботу на Мальті стосовно бруцельозу.

Але в подальшому, протягом 1908—1910 років, він знов очолив Комісію з вивчення сонної хвороби в Уганді, яка працювала над питаннями попередження захворювання свійських тварин, допоки один з її членів не заразився та помер.
1911 року його призначили головою 3-ї Комісії з вивчення сонної хвороби, він так організував роботу комісії, що зараження її членів а робітників вже не могли відбуватися. Він провів ґрунтовні дослідження епідеміології трипаносомозу, показав, які дикі тварини вкрай чутливі до хвороби, а які є стійкими. Досліджуючи стан з трипаносомозу біля озера Ньяса, Брюс показав, що люди, як там живуть, мають шанс заразитися щонайменше після укусів 500 мух цеце. Також він показав, що в ситуації з великим поширенням нагани у регіоні, звичайні кінські мухи можуть стати переносником хвороби.
1911 року Девіда Брюса обрали в члени Королівського коледжу лікарів (англ. Fellow of the Royal College of Physicians (FRCP).
Брюс разом з Мері остаточно покинули Африку 1913 року. Його жінка стала найбільшим помічником, разом з нею він проводив дослідження в Африці, її ім'я було в 30 з 172 надрукованих робіт Брюса. Вона мала хист до малювання, що призвело до появи в їх працях чітких малюнків трипаносом. Брюс оприлюднив результати роботи Комісій та своєї праці з вивчення сонної хвороби 1915 року у своїй Круніанській лекції на засіданні Королівського коледжу лікарів (Royal College of Physicians).

### На Першій Світовій війні
У 1912 році Брюса підвищили у військовому званні до генерал-майора, а в 1914 році його призначили комендантом Королівської Військово-медичної академії в Нетлі.Під час війни його адміністративні здібності були повністю використані, особливо як керівника науково-дослідних робіт і як голови комітетів з вивчення правця і траншейної гарячки. Він також очолював комісію з розгляду ефективності вакцинації проти черевного тифу і правця, і дав рекомендації щодо їхнього використання. На початковому етапі впровадження такої вакцини проти черевного не було виявлено ніякої користі, навпаки, серед тих, хто отримав таку вакцинацію смертей було більше, аніж серед тих, кого не вакцинували. Лише після покращення методики стерилізації вакцини отримали нарешті результат — у вакцинованих кількість смертей та захворювань взагалі впала до вражаючи низьких кількостей. Брюс провів ретельні статистичні дослідження і показав необхідність широкого впровадження такої вакцинації у військах.
Тяжкі травми м'яких тканин під час боїв на мулистих забруднених полях Франції призвели до великих втрат через розвиток правця. В результаті роботи комісії під головуванням Брюса, протиправцеве щеплення у вигляді введення лікувальної сироватки ввели в британській армії у вересні-жовтні 1914 року. Кожен солдат, як тільки його поранили, отримував одразу ін'єкцію лікувальної сироватки. У листопаді 1914 року захворюваність на правець серед поранених солдатів зменшилась у 6 разів, ніж у вересні того ж року. Рівень летальності в британській армії скоротився з 58 % в 1914 році до 31 % в 1916 році.
1919 року Брюс вийшов у відставку.

### Нагороди та почесні посади
1901 року Девіда Брюса нагородили Королівська медаль Південної Африки у бойовому класі «За оборону Ладісміт». Його нагородили третім за старшинством орденом Британської імперії — Орденом Лазні як військового за внесок у військово-медичну службу та наукову роботу. Брюса нагородили у 1905 році третім класом «Кавалери ордена» (англ. Companions (CB) цього ордену, а 1918 року — вищим другим класом ордену Лазні — «Лицар Командор Лазні» (англ. Knight Commander of the Bath (KCB)). 1908 року його посвятили у лицарі Британської Імперії англ. Knight Bachelor, що давало йому право називатися сером Девідом Брюсом. Його жінку, леді Мері Елізабет Брюс, нагородили Орденом Британської Імперії у класі «Офіцер» (англ. Officer of the Most Excellent Order of the British Empire (OBE)
 Крім цих державних нагород Британської імперії Девіда Брюса нагородили багатьма суто науковими нагородами. Так 1901 року йому присудили нагороду Камерона, яку присуджує Единбурзький університет, таким чином надавши йому право носити почесне звання Единбургського університету (англ. Edinburgh Honourable (Edin Hon).
1904 року його нагородили Королівської медаллю Королівського товариства «за особисті цінні дослідження у вивченні патології мальтійської гарячки, нагани і сонної хвороби, і особливо за його відкриття щодо причини цих захворювань».
1905 року його нагородили медаллю Мері Кінгслі, яку присуджує з 1903 року Ліверпульська школа тропічної медицини за видатний внесок у тропічну медицину.
1908 року йому присудили нагороду Стюарта, яку присуджує Британське медичне товариство (англ. The British Medical Association (BMA)).
У 1915 році він отримав медаль Левенгука за видатні дослідження у галузі мікробіології, якою його нагородила Нідерландська королівська академія наук..
1922 року його нагородили Медаллю Б'юкенена, яку присуджує Королівське товариство раз на 5 років на честь сера Джорджа Б'юкенена, знаного британського лікаря та епідеміолога «на знак визнання видатного внеску в медичні науки в цілому».
1923 року Девіда Брюса нагородили Медаллю Менсона, яку раз на 3 роки Королівське товариство тропічної медицини та гігієни присуджує на честь засновника клінічної паразитології Патріка Менсона фізичній особі, чий внесок в тропічну медицину або гігієну вважає гідним Рада цього товариства. Девід Брюс був першим вченим, якого нагородили цією нагородою.
1923 року Брюса разом з Рональдом Россом нагородило Королівське товариство мистецтв Медаллю Альберта «в знак визнання видатних послуг, які вони надали для економічного розвитку світу своїми досягненнями в галузі біологічних досліджень і вивчення тропічних хвороб».
У 1924—1925 роках його обрали президентом Британської асоціації сприяння розвитку науки (англ. British Association for the Advancement of Science.). 1927 року його обрали у члени Королівського товариства Единбургу. Він був обраним членом багатьох зарубіжних наукових товариств, йому присвоїли почесне звання Дублінського університету (англ. Dublin Honourable (Dubl Hon). Девіда Брюса зобразили на спеціальній поштовій марці 1964 року, присвяченій роботі Міжнародного антибруцельозного конгресу у Ла-Валетті.

### Останні роки та смерть
Після відставки Брюс страждав на рецидиви захворювань легень, через що зимував на острові Мадейра.
Сер Девід Брюс помер від раку 27 листопада 1931 року в своєму будинку в Лондоні, через чотири дні після смерті своєї коханої дружини, у той час, коли в Церкві Христа у Вестмінстері йшла поминальна панахида за нею. Обидвох кремували у Лондоні, але їх прах поховали разом на кладовищі Веллі (англ. Valley) у Стерлінгу, під простим кам'яним хрестом. Дітей у подружжя не було.

## Головні наукові здобутки
Його дослідження мальтійської гарячки було настільки ґрунтовним у багатьох напрямках, що дало можливість зменшити його економічний тягар шляхом проведення епідеміологічних протиепідемічних заходів. Брюс відкрив збудника, для якого повністю доказав роль у виникненні хвороби. Цей збудник був першим виявленим представником роду Бруцела, окремі види, що входять до нього, обумовлюють розвиток хвороби в різних тварин. В подальшому стало зрозумілим, що виявлена Брюсом бруцелла є одним з видів роду — збудником козячого бруцельозу. Рід назвали на його честь, так як саме він першим виділив вид цього роду — Brucella melitensis на Мальті у 1886 році.
Збудника сонної хвороби, яка була і до сьогодні є тягарем певних районів Африки, Trypanosoma brucei, також назвали на честь Девіда Брюса. Його ретельні експерименти і лабораторні досліди заклали основи розуміння такої руйнівної хвороби як африканський трипаносомоз — сонна хвороба, дали можливість зменшити захворюваність через розуміння епідеміологічних особливостей та, відповідно, економічний тягар.

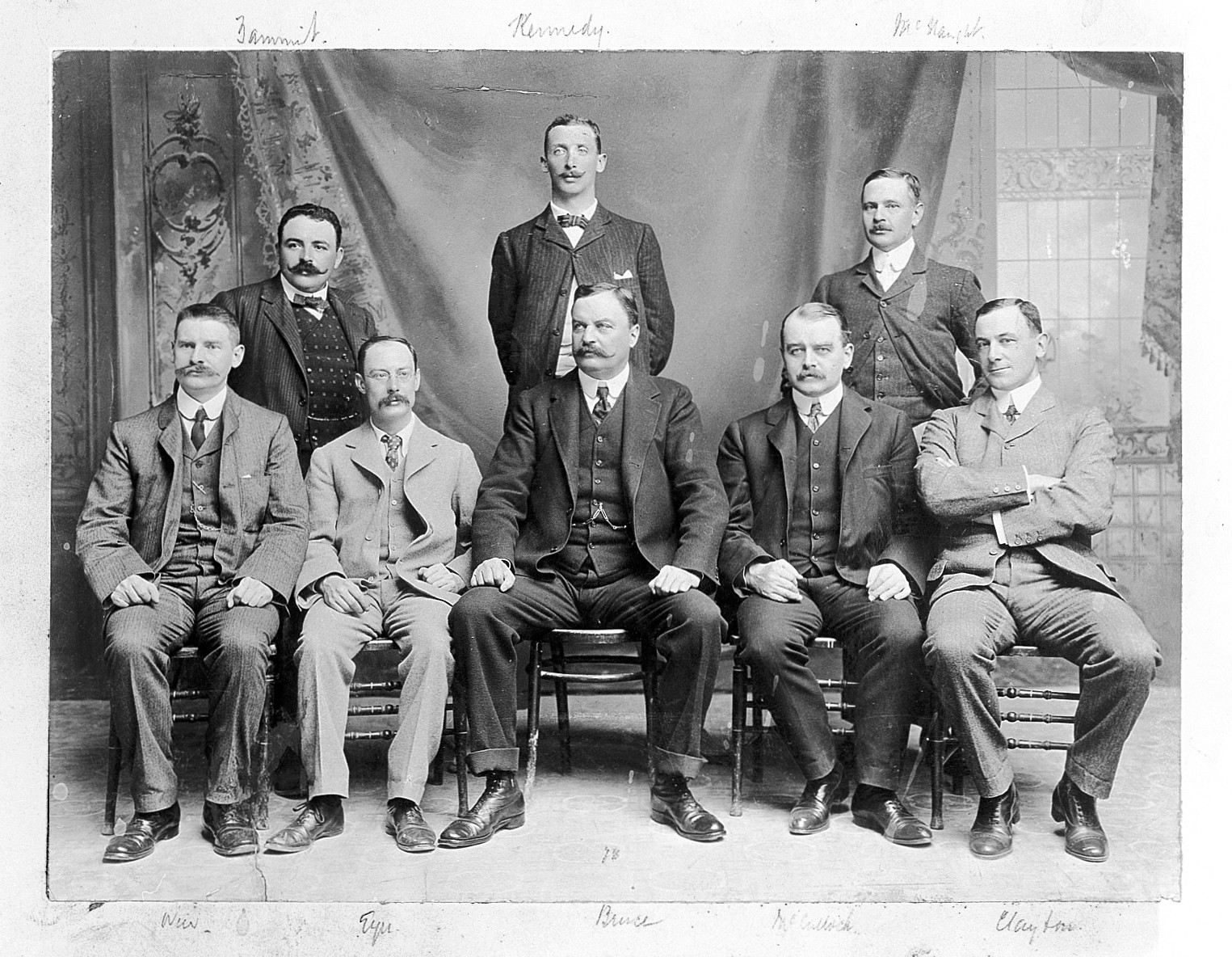
Девід Брюс (в центрі) серед членів комісії з вивчення «мальтійської гарячки»
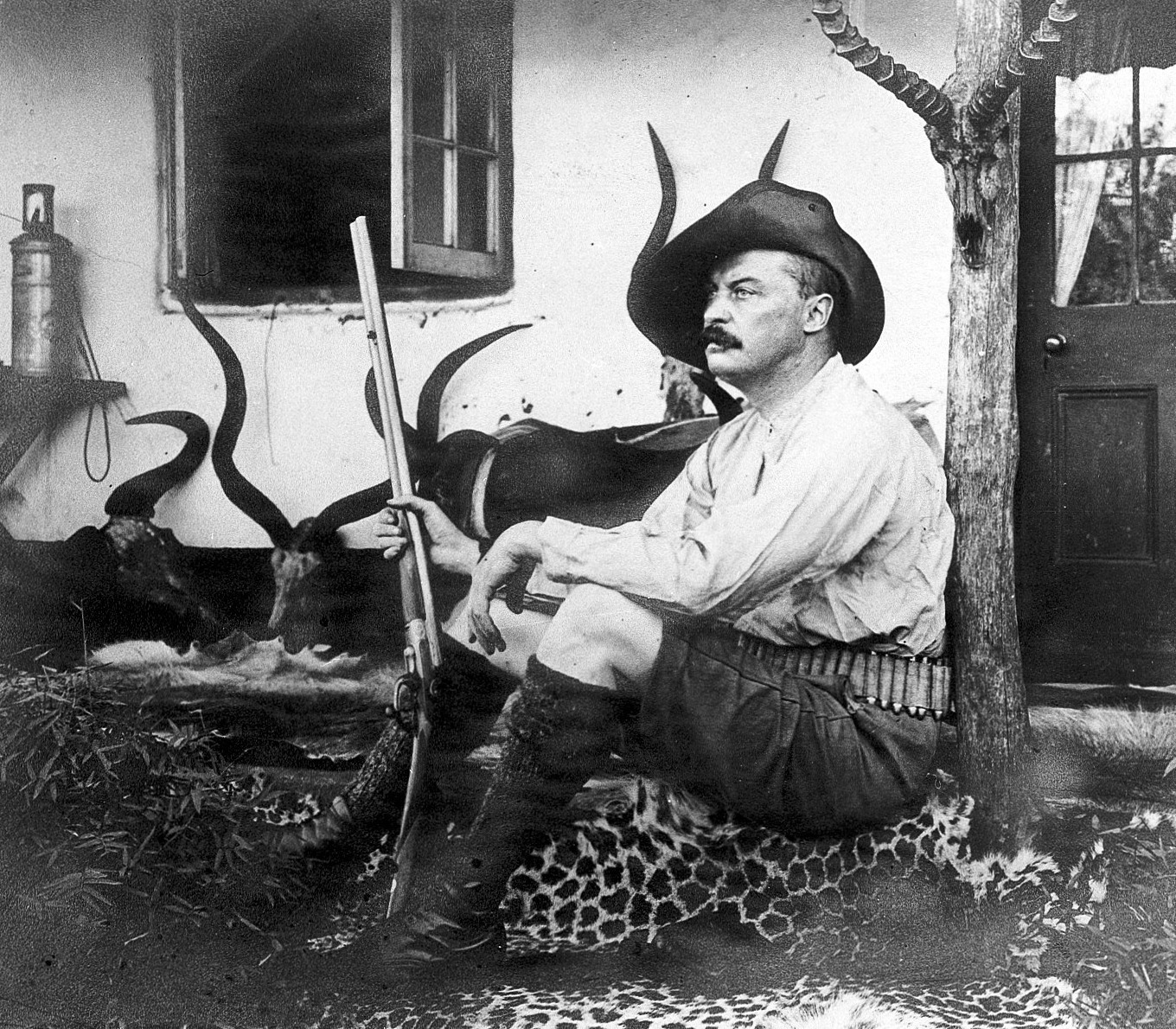
Девід Брюс в Африці (1894-1896 роки)
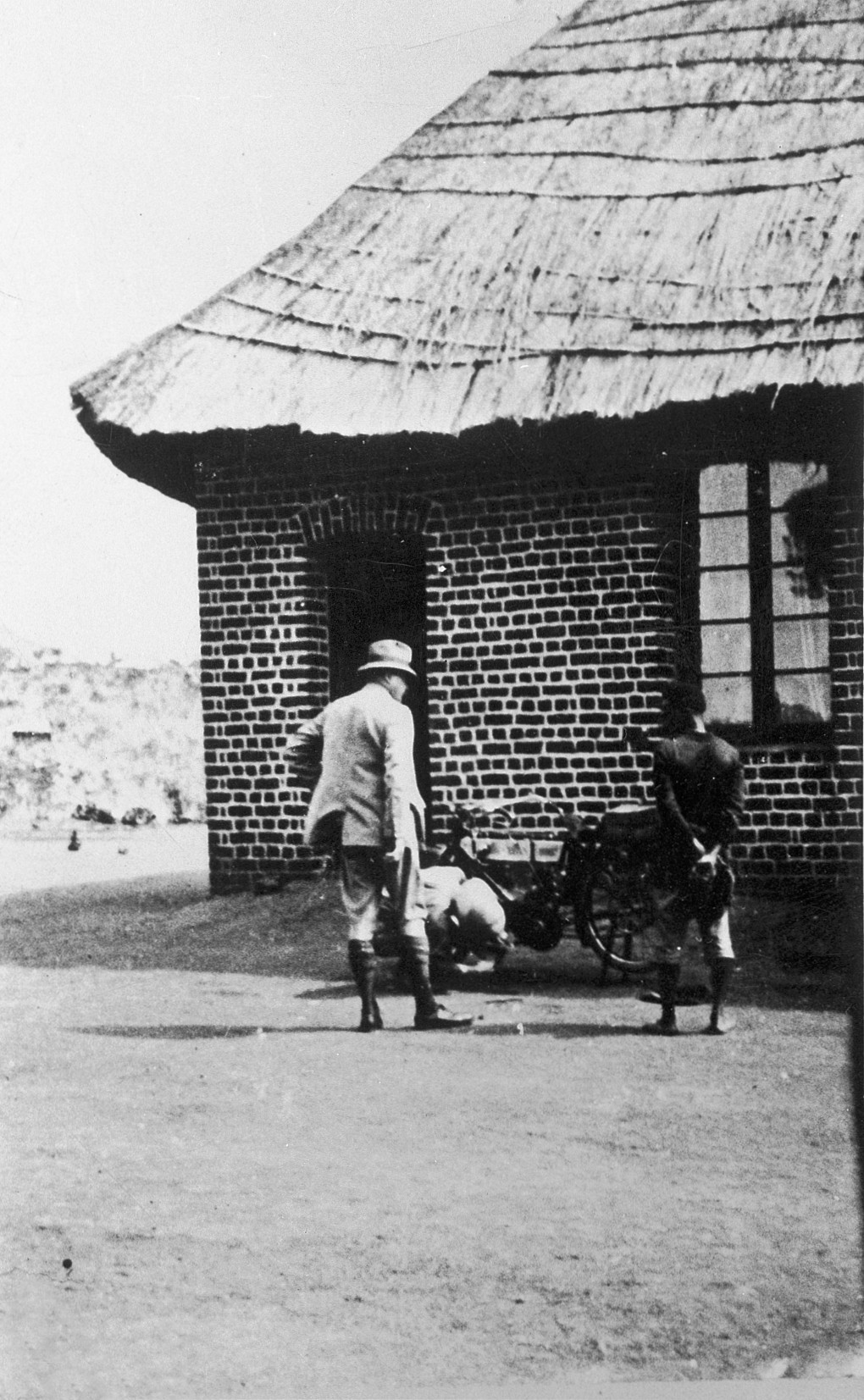
Девід Брюс в Уганді (1912 рік)
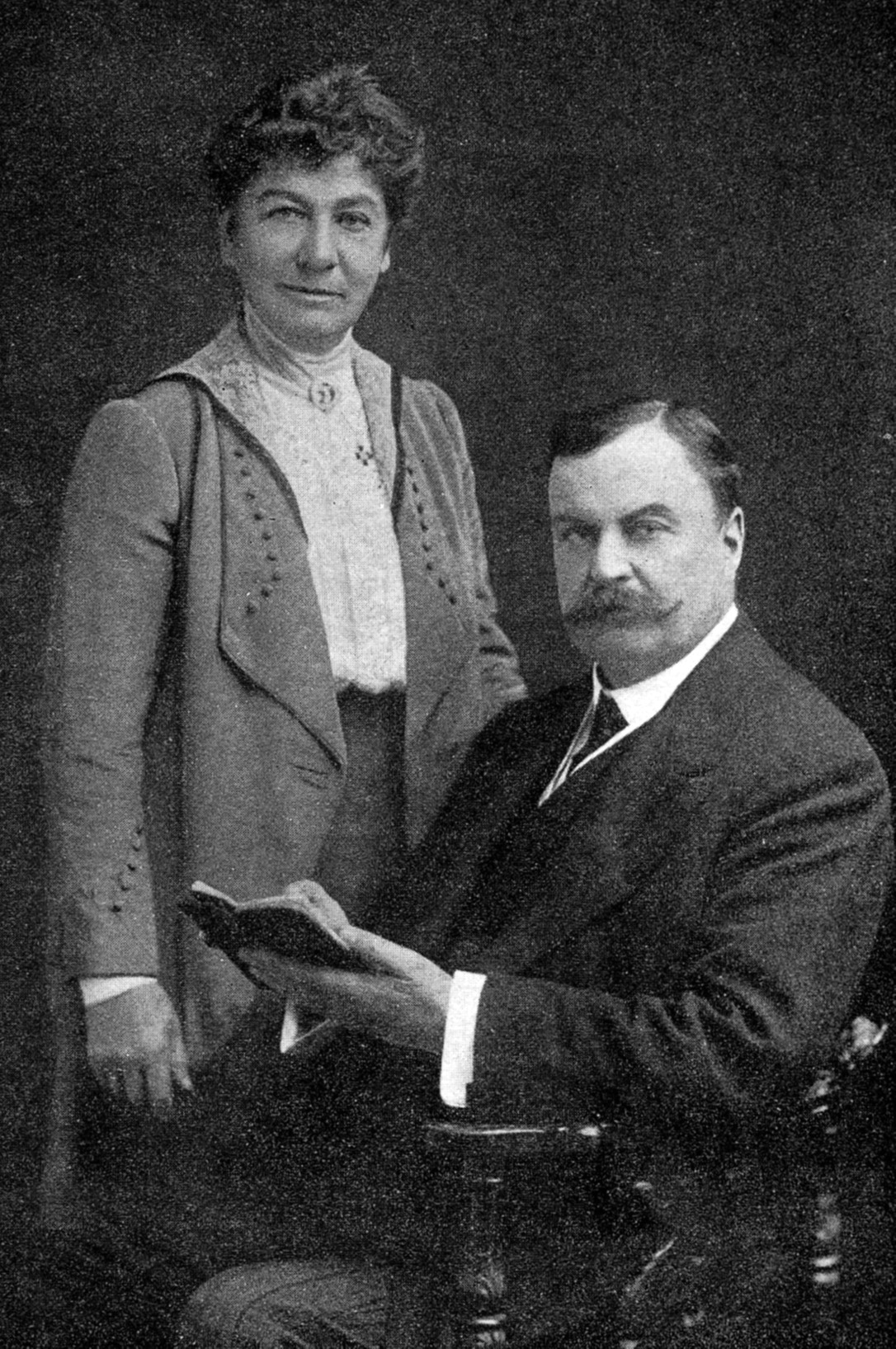
Девід Брюс зі своєю дружиною Мері
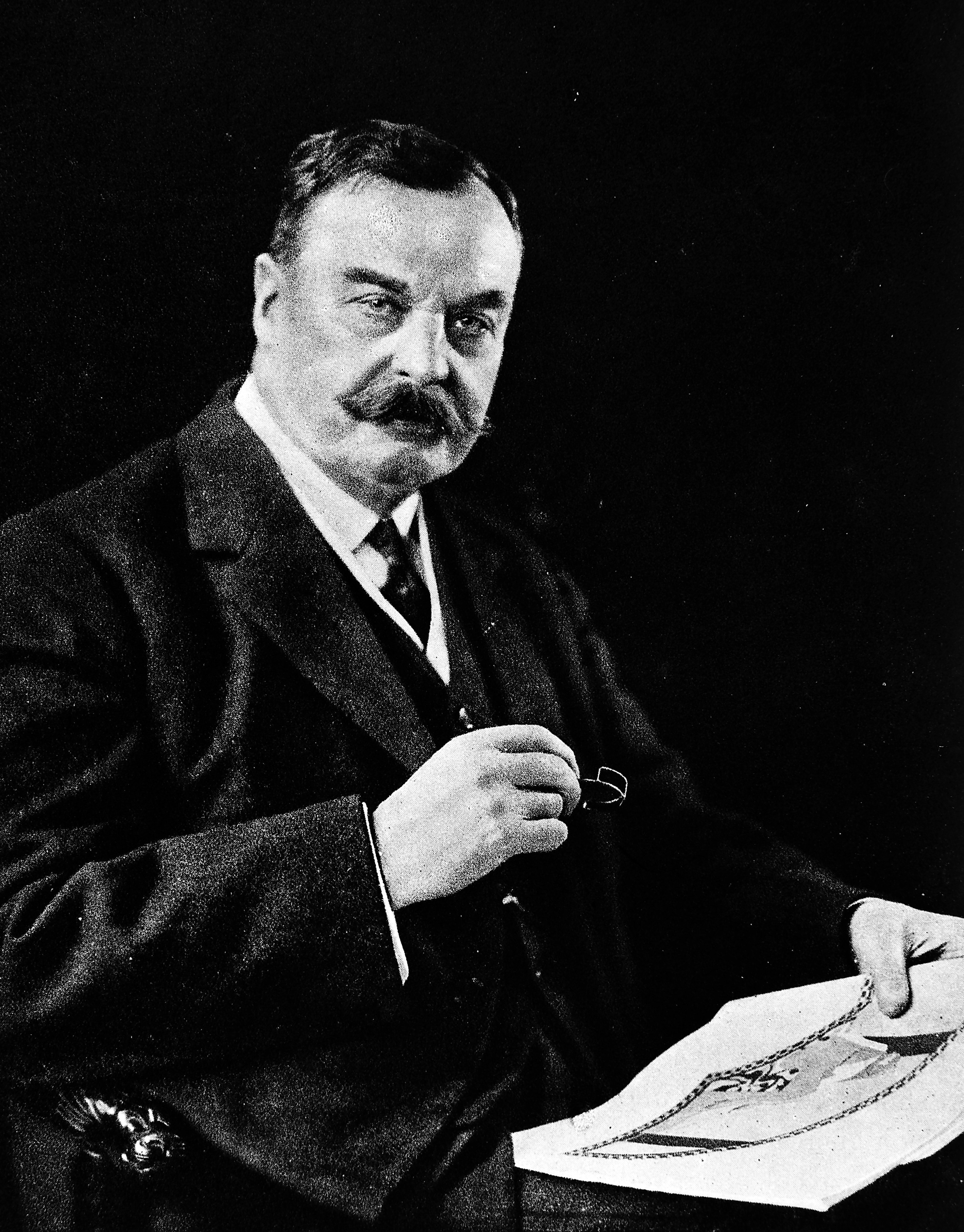
Фото Брюса з «Некрологу членів Королівського товариства» (англ. Obituary Notice of Fellows of the Royal Society), 1932 рік
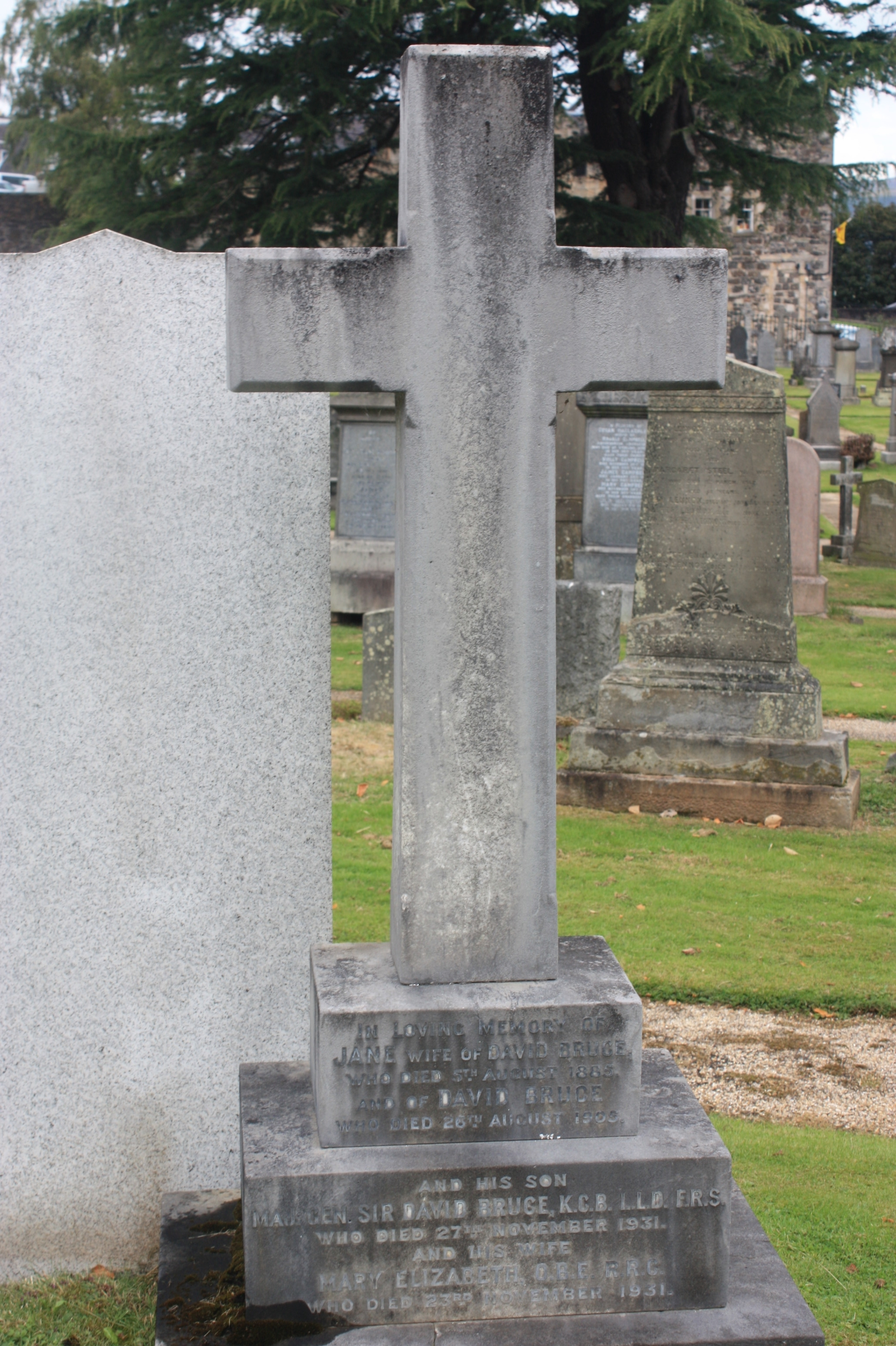
Могила з хрестом сера Девіда Брюса та його дружини Мері

## Додаткова література
- Laval R E (December 2006). Contribución al estudio histórico de la brucelosis en Chile [A contribution to historical understanding of brucellosis in Chile]. Revista chilena de infectología (Spanish) . 23 (4): 362—6. doi:10.4067/S0716-10182006000400012. PMID 17186086.
- Pai-Dhungat JV, Parikh F (May 2004). Sir David Bruce (1855–1931) postal stamps released to commemorate Anti-Brucellosis Congress-Malta 1964. The Journal of the Association of Physicians of India. 52: 428. PMID 15656037.
- Haas LF (April 2001). Sir David Bruce (1855–1931) and Thermistocles Zammit (1864–1935). Journal of Neurology, Neurosurgery, and Psychiatry. 70 (4): 520. doi:10.1136/jnnp.70.4.520. PMC 1737312. PMID 11254779.
- Vassallo DJ (September 1996). The saga of brucellosis: controversy over credit for linking Malta fever with goats' milk. Lancet. 348 (9030): 804—8. doi:10.1016/S0140-6736(96)05470-0. PMID 8813991.
- Grogono BJ (August 1995). Sir David and Lady Bruce. Part II: further adventures and triumphs. Journal of Medical Biography. 3 (3): 125—32. PMID 11639830.
- Freeling P (June 1995). The Sir David Bruce Lecture, 1994. A matter of principles. Journal of the Royal Army Medical Corps. 141 (2): 61—9. doi:10.1136/jramc-141-02-02. PMID 7562740.
- Grogono BJ (May 1995). Sir David and Lady Bruce. Part I: A superb combination in the elucidation and prevention of devastating diseases. Journal of Medical Biography. 3 (2): 79—83. PMID 11640041.
- Evans JA (1993). Sir David Bruce: the dawn of microbiology. Veterinary History. 7 (3): 105—9. PMID 11639304.
- Carne SJ (June 1991). Sir David Bruce Lecture 1990. "Heads and tales". Journal of the Royal Army Medical Corps. 137 (2): 63—8. doi:10.1136/jramc-137-02-02. PMID 1875320.
- Morrell DC (June 1989). Sir David Bruce memorial lecture 1988. Journal of the Royal Army Medical Corps. 135 (2): 43—8. doi:10.1136/jramc-135-02-02. PMID 2671356.
- Mochmann H, Köhler W (1988). 100 years of bacteriology—history of the discovery of brucellosis. 1: Uncovering the etiology of Malta fever by the British military surgeon David Bruce and the Mediterranean Fever Commission [100 years of bacteriology—history of the discovery of brucellosis. 1: Uncovering the etiology of Malta fever by the British military surgeon David Bruce and the Mediterranean Fever Commission]. Zeitschrift für ärztliche Fortbildung (German) . 82 (6): 287—90. PMID 3043930.
- Duggan AJ (September 1977). Bruce and the African Trypanosomes. The American Journal of Tropical Medicine and Hygiene. 26 (5 Pt 2 Suppl): 1080—3. PMID 20787.[недоступне посилання з квітня 2019]
- Boyd J (June 1973). Sleeping sickness. The Castellani-Bruce controversy. Notes and Records of the Royal Society of London. 28: 93—110. doi:10.1098/rsnr.1973.0008. PMID 11615538.
- ROBERTSON M (April 1956). Some aspects of trypanosomiasis with particular reference to the work of Sir David Bruce. The Journal of Tropical Medicine and Hygiene. 59 (4): 69—77. PMID 13332700.
- MACARTHUR W (September 1955). An account of some of Sir David Bruce's researches, based on his own manuscript notes. Transactions of the Royal Society of Tropical Medicine and Hygiene. 49 (5): 404—12. doi:10.1016/0035-9203(55)90003-1. PMID 13267903.
- Nova et Vetera. British Medical Journal. 1 (4925): 1337. May 1955. doi:10.1136/bmj.1.4925.1337. PMC 2062064. PMID 14363890.
- ROBERTSON M (April 1955). Sir David Bruce: an appreciation of the man and his work. Journal of the Royal Army Medical Corps. 101 (2): 91—9. PMID 14368591.
- TULLOCH WJ (April 1955). Sir David Bruce; an appreciation. Journal of the Royal Army Medical Corps. 101 (2): 81—90. PMID 14368590.
- DAVIES M (April 1955). A bibliography of the work of Sir David Bruce, 1887–1924. Journal of the Royal Army Medical Corps. 101 (2): 122—9. PMID 13248207.